# Удары Израиля по Ирану (октябрь 2024)
26 октября 2024 года Израиль нанёс серию ударов по Ирану. Мишенями были предприятия по производству ракет и ракетные комплексы класса «земля-воздух». Среди прочего, под обстрел попали несколько военных баз в районе Тегерана и командный пункт корпуса стражей исламской революции.
Атаки ожидались после иранских ударов по Израилю в начале месяца. Операция получила название «Дни покаяния» (ивр. ימי תשובה‎ йеме́й тшува́).

## Удары
Рано утром 26 октября 2024 года Армия обороны Израиля (ЦАХАЛ) начала наносить авиаудары по военным объектам в Иране. Пресс-служба ЦАХАЛ заявила, что удары были нанесены в ответ на иранские удары по Израилю 1 октября 2024 года и в связи с действиями боевиков контролируемой Ираном «Оси сопротивления». В атаке задействованы свыше 100 самолётов, в том числе стелс-истребители F-35. О готовящихся атаках Израиль уведомил администрацию Байдена.
Государственная телевизионная служба Ирана распространила сообщения о звуках взрывов по всему Тегерану. Атака, по всей видимости, была направлена на склад оружия и казармы. Сообщалось также о взрывах в городе Карадж, расположенном к западу от Тегерана. Кроме того, взрывы были слышны вблизи Мешхеда, Керманшаха, Зенджана.
Это первая в истории военная операция на территории Ирана, за которую Израиль официально взял ответственность.